# Rouvres-sous-Meilly
Rouvres-sous-Meilly è un comune francese di 106 abitanti situato nel dipartimento della Côte-d'Or nella regione della Borgogna-Franca Contea.

## Società

### Evoluzione demografica
Abitanti censiti